# Győrasszonyfa
Győrasszonyfa ist eine ungarische Gemeinde im Kreis Pannonhalma im Komitat Győr-Moson-Sopron.

## Geografische Lage
Győrasszonyfa liegt 25 Kilometer südöstlich des Komitatssitzes Győr und 7 Kilometer südöstlich der Kreisstadt Pannonhalma. Nachbargemeinden sind Nyalka, Táp, Tápszentmiklós, Lázi, Bakonypeterd und Tarjánpuszta.

## Geschichte
Im Jahr 1913 gab es in der damaligen Kleingemeinde 92 Häuser und 503 Einwohner auf einer Fläche von 1120  Katastraljochen. Sie gehörte zu dieser Zeit zum Bezirk Puszta im Komitat  Győr.

## Gemeindepartnerschaft
- Horný Bar, Slowakei[3]

## Sehenswürdigkeiten
- Römisch-katholische Kirche Szűz Mária Szent Neve

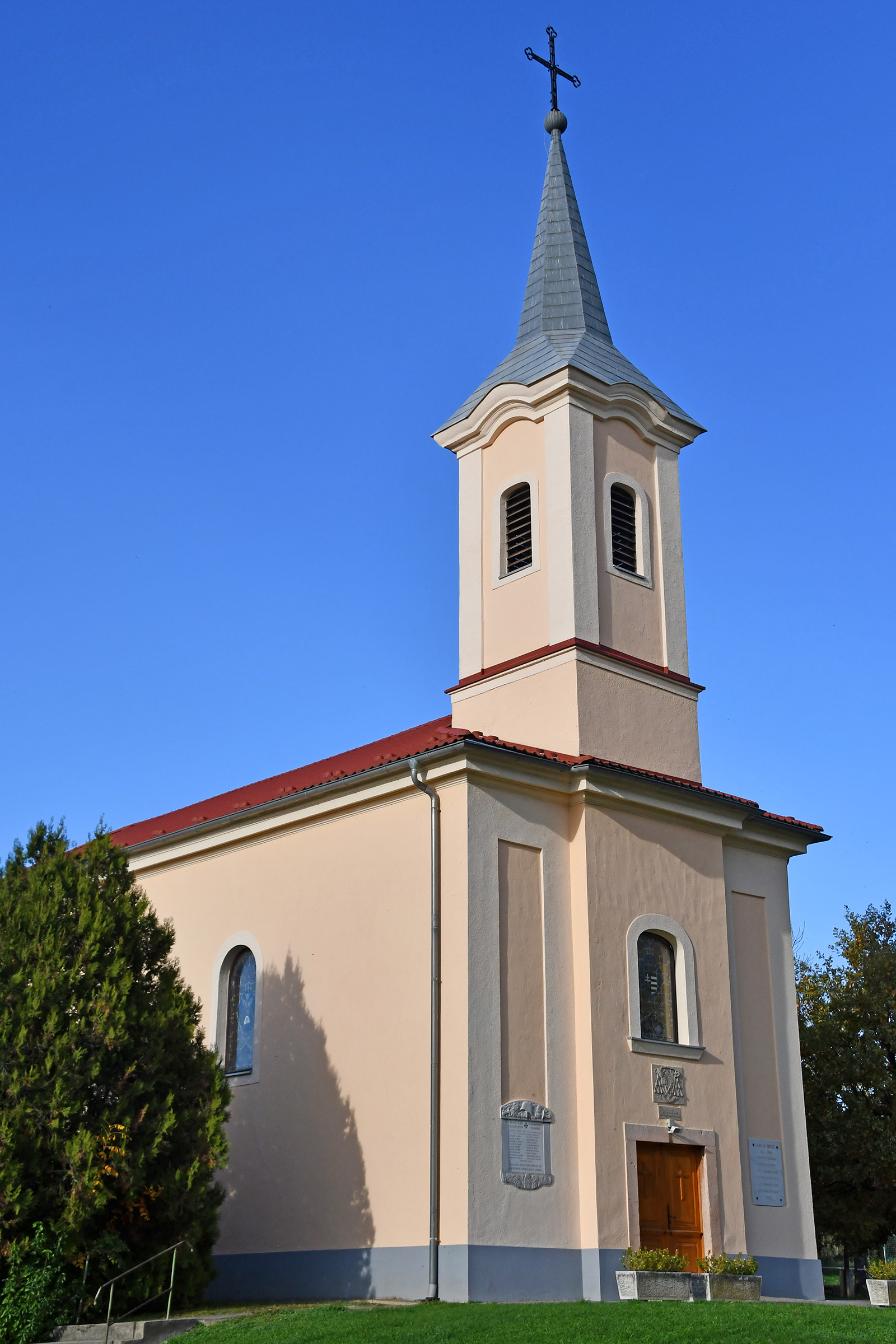
Blick auf den Eingang der Kirche
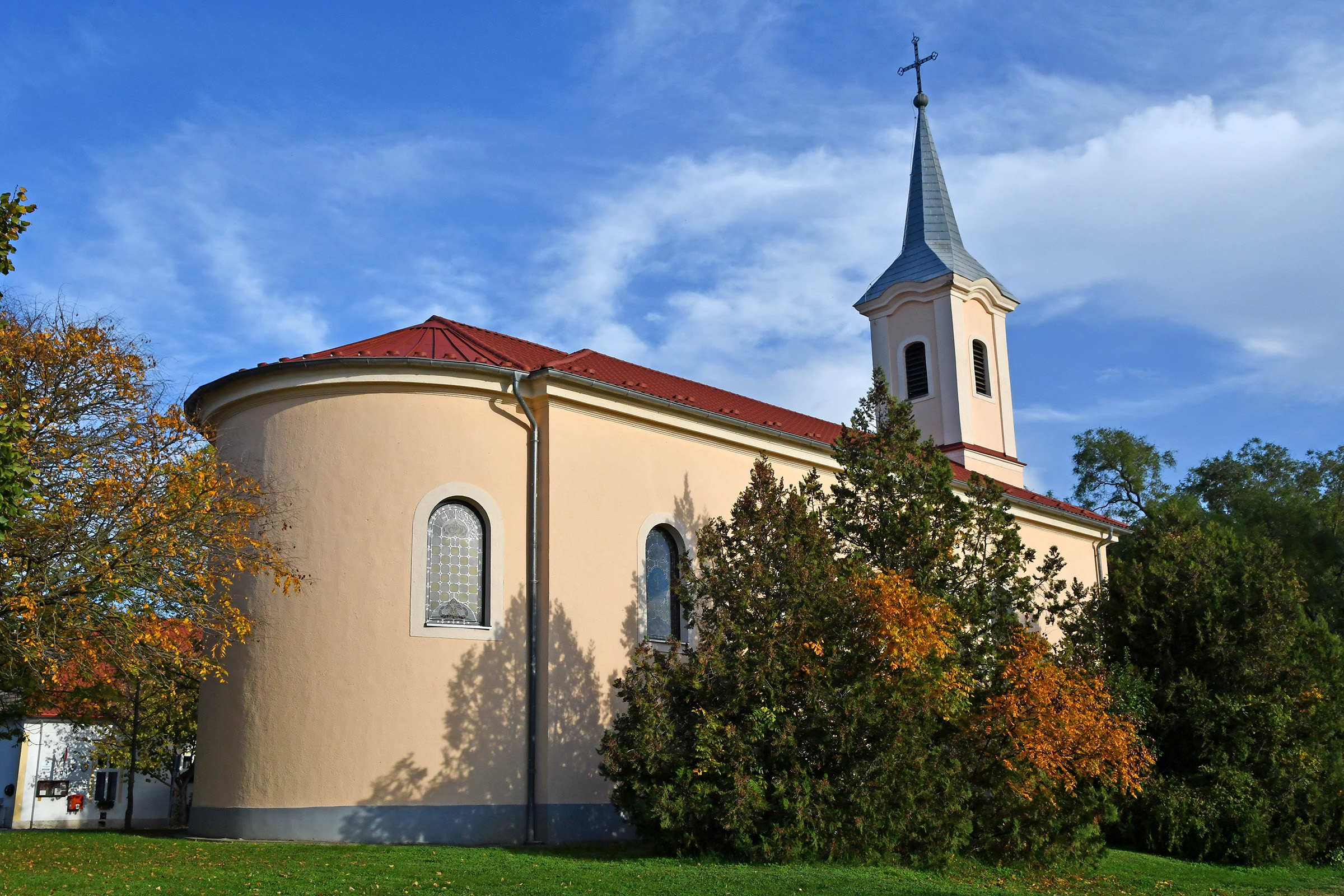
Rückseite der Kirche
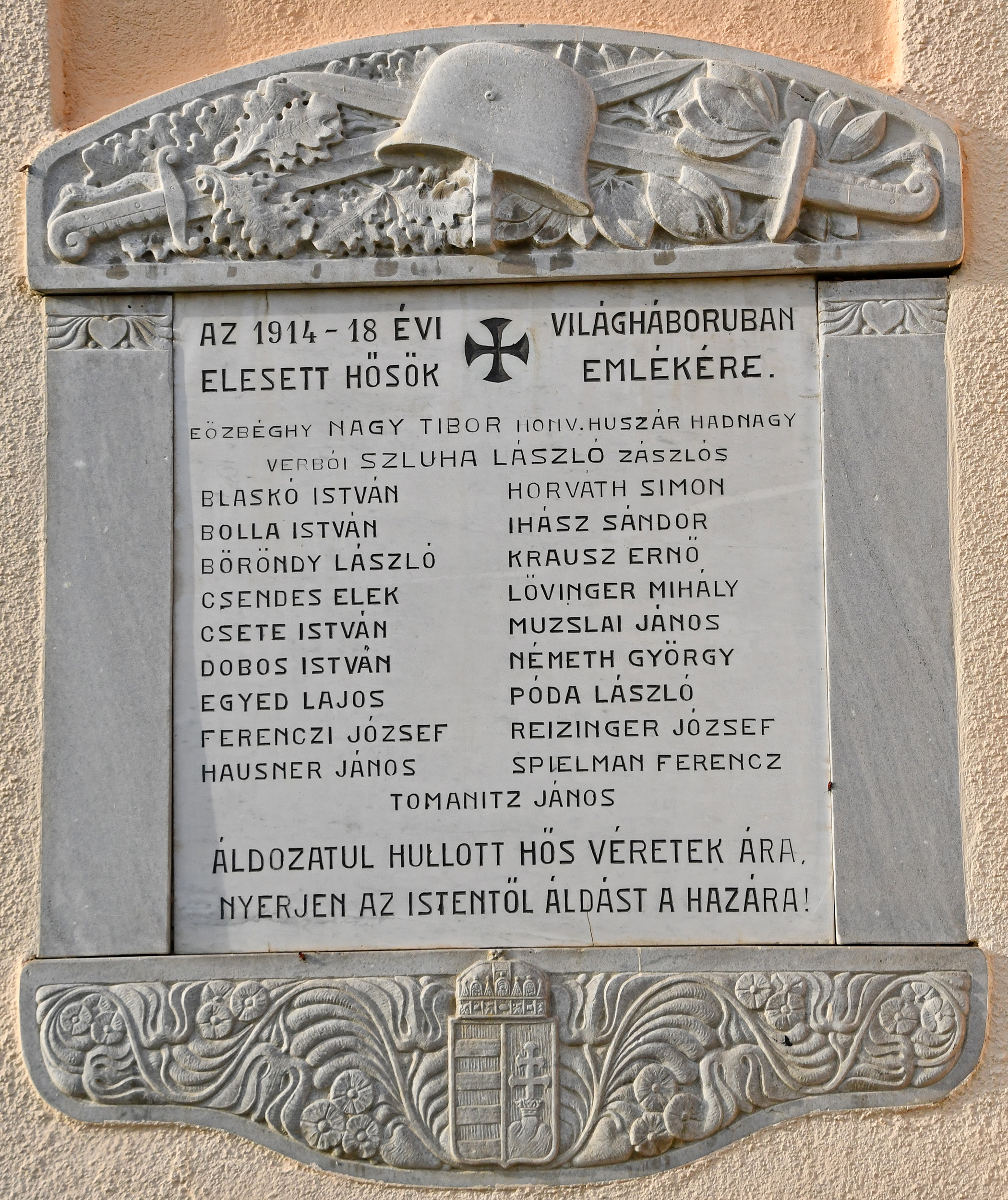
Gedenktafel für die Opfer des Ersten Weltkriegs

## Verkehr
Durch Győrasszonyfa verläuft die Landstraße Nr. 8226. Der Ort ist angebunden an die Eisenbahnstrecke von Győr nach Veszprém, Weiterhin bestehen Busverbindungen über Ravazd und Pannonhalma nach Győr.